# Nathan Outteridge
 Nathan Outteridge  (Newcastle, 28 januari 1986) is een Australisch zeiler. Hij vertegenwoordigde Australië tweemaal de op Olympische Zomerspelen en behaalde hierbij één olympische titel.
Aan de zijde van Ben Austin  werd hij in 2008 wereldkampioen in de 49er-klasse. Op Olympische zomerspelen in Peking eindigde het duo op een vijfde plaats. Na deze OS besloot Outteridge een duo te vormen met Iain Jensen. Samen met  Jensen werd hij in 2009, 2011 en 2012 wereldkampioen in de 49er-klasse. 
Het Australische duo nam in 2012 deel aan de Olympische zomerspelen. In de klasse 49er behaalden Jensen en Outteridge een olympische titel.

## Palmares
29er
- 2001:  WK
- 2009:  WK

470
- 2003: 48e WK
- 2004: 36e WK

420
- 2004:   WK

Farr40
- 2009: 9e  WK
- 2010: 4e  WK
- 2011: 5e  WK
- 2012:  WK

49er
- 2006: 6e WK
- 2007:  WK
- 2008:  WK
- 2008: 5e OS Peking
- 2009:  WK
- 2010:  WK
- 2011:  WK
- 2012:  WK
- 2012:  OS Londen
- 2014:  WK

2000: Jyrki Järvi / Thomas Johanson ·
2004: Xabier Fernández / Iker Martínez ·
2008: Martin Kirketerp / Jonas Warrer ·
2012: Iain Jensen / Nathan Outteridge ·
2016: Peter Burling / Blair Tuke ·
2020: Dylan Fletcher / Stuart Bithell ·
2024: Diego Botín / Florián Trittel